# Wahl zum Legislativrat in Tanganjika 1958/1959
Die Wahl zum Legislativrat in Tanganjika 1958/1959 fand im September 1958 und im Februar 1959 statt.
Die Tanganyika African National Union gewann 28 der 30 durch Wahl zu bestimmenden Sitze im Legislativrat, während die übrigen 34 Mitglieder ernannt wurden.
Im Dezember 1959, stimmte das Vereinigte Königreich der Errichtung einer internen Selbstregierung zu, welche nach den Neuwahlen im folgenden Jahr 1960 vollzogen werden sollte. Die Unabhängigkeit der Republik Tanganjika verzögerte sich dann allerdings noch bis zum 9. Dezember 1961.

## Ergebnisse
| Partei                            | Anteil  | Sitze |
| --------------------------------- | ------- | ----- |
| Tanganyika African National Union | 43,75 % | 28    |
| Andere                            | 3,13 %  | 2     |
| Ernannte                          | 53,13 % | 34    |
| Gesamt                            | 100 %   | 64    |